# Per Gessle
Per Gessle és un compositor i cantant de pop-rock de Suècia més conegut per ser la part masculina del famós duet Roxette. Va néixer a Halmstad, el 12 de gener de 1959. Es va casar el 1993 amb la seva nòvia Åsa Nordin a l'illa d'Öland al Castell Borgholm, i la boda justament estaria al mateix Castell on al costat de la seva companya Gun-Marie Fredriksson tocarien els temes "Listen to Your Heart" i "Dangerous". Van tenir un únic fill, Gabriel Titus. El creatiu ‘’Gessle’’ ha fet multitud de treballs en solitari o amb altres bandes.

## Començament iGyllene Tider
Cap a l'any 1977 va començar la seva carrera artística formant part de la banda Gyllene Tider, composta de cinc membres. Han tingut dos períodes d'activitat, des de la fundació fins al 1985. Enregistrarien tres àlbums de prou èxit (tots estarien en suec menys un), però, al quart (Café Heartland) que van fer no arribaria al nivells dels anteriors. El grup trencaria el 1985, just l'any que s'acostaria a ‘’Marie’’ El segon període és quan aclamats pel públic tornen el 1996 continuant fins a l'actualitat. Han fet cinc àlbums d'estudi, a part de recopilatoris i DVD's. Malgrat l'escassa repercussió internacional, és a partir d'ara quan ‘’Per Gessle ‘’ i sobretot Roxette conqueriria el planeta sencer.

## La llavor de l'èxit internacional:Roxette
El nou duet ‘’Per Gessle i Marie Fredriksson faria una sèrie important d'àlbums (setze oficials I sis d'estudi) i abundants hits a nivell mundial: The Look, Dressed for Success, It Must Have Been Love, Joyride, etc. Amb quatre gires importants al món.
El seu primer senzill Neverending Loveque no sortiria de l'àrea d'Escandinàvia. Però amb segon treball Look Sharp! i sobretot pel single The Look.Aconseguint 4 números 1 als Estats Units. En total realitzarien 48 senzills. Darrerament van fer un petit descans fins al 2010 amb el nou CD.

## The Lonely Boys
L'artista ha escrit cançons per Thomas Anders (Modern Talking) i Belinda Carlisle. Però, un altre projecte alternatiu arribaria amb ‘’The Lonely Boys'’ (De Ensamma Pojkama). Es tractava d'un llibre de l'autor Mats Olsson que narrava la història d'una colla de joves, que formaven una banda de rock, desenvolupada l'any 1965.
Olsson demanaria a ‘’Gessle’’ que feia una banda de son per al llibre. Fou així com el fictici grup es va dur a terme, i l'àlbum estaria a la venda el 1995 amb un estil propi dels 60. A més d'ell n'hi hauria quatre membres més: Lasse Göransson, Roland Bregström, Kalle Johansson, Richard Andersson, l'altra veu(pseudònims), el de ‘’Per’’ seria Thomas Nyberg.En el LP hi havia 14 cançons.

## Projectes en solitari
‘’Gessle’’ encara al grup Gyllene Tider, enregistraria el 1982 el seu primer álbum en solitari Scener en suec de no gaire transcendència. I deu anys després faria Demos, 1982-86, una recopilació de demos.
El primer àlbum en anglés estaria el 1997, època considerada el declivi de Roxette, i reunificació de Gyllene Tider. The world according to Gessle va tenir una bona acceptació a través de senzills com ara: Do you wanna be my baby?, Kix i I want you to know. Una reedició de l'any 2008 incorporava a més material extra i demos. Hjärtats trakt - en samling va estar un recopilatori d'en Per.
Mazarin es convertiria en el tercer àlbum, novament en suec, molt reeixit a Suècia. Editat el 2003 i amb la companyia de la cantant Helena Josefsson que col·laboraria amb ell des de llavors.
Pel nou CD, se'n va envoltar per una petita banda incloent ‘’Jossefson'’, com a veu secundària femenina. Son of a plumber (2005) es tractava d'un doble CD d'estil musical semblant al dels 60. Amb senzills com ara: ‘’Hey Mr. DJ’’ o ‘’Jo-Anna says'’.
En händig man estaria la nova proposta per l'any 2007, amb el llançament del senzill homònim. Tornaria a fer-ho en la seva llengua materna i sense la col·laboració d'Helena Josefsson. Que si que ho faria després a Party crasher, el darren disc de ‘’Gessle’’ el 2008, d'estil molt ROX (com The world according to Gessle). El seu primer senzill és Silly really. Durant la seva gira següent Marie Fredriksson s'hi va unir a Amsterdam i Estocolm anunciant la seva tornada.
Vegeu també: Helena Josefsson

## Discografia
- Per Gessle (1983)
- Scener (1985)
- Demos 1982-86 (1992)
- På väg, 1982-86 (1992)
- Hjärtats trakt (1993)
- The world according to Gssle (1997)
- Hjartats trakt – em samling (1997)
- Mazarin (2003)
- Son of a plumber (2005)
- En händig man (2007)
- Kung av sand – en liten samlig 1983-2007 (2007)
- The world according to Gssle (reedit.) (2008)
- Party Crasher (2008)
- Gessle over europe –directe, previst 2009